# Karl-Heinz Gerstner
Karl-Heinz Gerstner (* 15. November 1912 in Charlottenburg; † 14. Dezember 2005 in Kleinmachnow) war ein deutscher Journalist und inoffizieller Mitarbeiter der Geheimdienste der Sowjetunion (KGB) und der DDR (MfS).

## Leben

### Kindheit und Ausbildung
Gerstner war der uneheliche Sohn des ranghohen Diplomaten Karl Ritter. Er wurde 1921 Mitglied der Bündischen Jugend und der Pfadfinder. Als Sieger in einem Rednerwettbewerb Berliner Schüler konnte Gerstner 1928 für ein halbes Jahr die Tabor Academy Massachusetts in den USA besuchen. Ab 1930 gehörte er dem linken, zur Kommunistischen Partei Deutschlands (KPD) tendierenden Flügel der Jugendorganisation Deutsche Jungenschaft vom 1. November 1929 an. Er begegnete in diesen Kreisen unter anderen Friedrich Wolf, Harro Schulze-Boysen, Eberhard Koebel (tusk) und Heinrich Graf von Einsiedel. Von 1931 bis 1935 studierte Gerstner Rechtswissenschaft an der Friedrich-Wilhelms-Universität in Berlin. Im Jahr 1931 trat er dort der sozialistischen Roten Studentengruppe bei. Das Geld für seinen Lebensunterhalt verdiente sich Gerstner bei der Deutschen Bank. Abends nahm er ab Ende 1932 am Repetitorium von Kurt Georg Kiesinger teil. Auf Anregung des Leiters der Rechtsabteilung der Deutschen Bank schrieb Gerstner nebenher eine Doktorarbeit über den Treugiroverkehr, mit der ihn 1937 die Universität Erlangen zum Dr. jur. promovierte.

### Zeit des Nationalsozialismus bis 1940
Zum 1. Mai 1933 trat Gerstner der Nationalsozialistischen Deutschen Arbeiterpartei bei (Mitgliedsnummer 2.673.178). Nach dem Ersten Staatsexamen 1935 wurde Gerstner im Rahmen seiner Referendarausbildung zuerst für ein halbes Jahr am Amtsgericht Rheinsberg und darauf in einem auf Wirtschaftsfragen spezialisierten Berliner Anwaltsbüro tätig, dem auch zwei Anwälte jüdischer Herkunft angehörten. Für die nächste Station im Referendariat bewarb sich Gerstner 1936 erfolgreich bei der deutschen Auslandshandelskammer in Paris. Dies führte Gerstner neben seinen guten Französischkenntnissen auf den Namen seines im Auswärtigen Amt in leitender Position tätigen Vaters zurück, der von seiner Bewerbung allerdings nichts gewusst habe. Nach einigen Wochen auf der Ausbildungsstation übernahm Gerstner eine bezahlte Angestelltentätigkeit in einer neugeschaffenen Abteilung der Handelskammer und unterbrach seine Referendarausbildung. Kurz vor dem Beginn des Krieges wurde er im August 1939 mit allen deutschen Angestellten aus Frankreich abgezogen. Im Februar 1940 legte er seine Assessorprüfung am Berliner Kammergericht ab. Kurz darauf erhielt er die Ladung zur Musterung. Wegen der Folgen einer spinalen Kinderlähmung wurde Gerstner vom Militärdienst befreit. Gleichzeitig hatte ihm die Rundfunkabteilung des Auswärtigen Amtes wegen seiner guten Französischkenntnisse eine Mitarbeit angeboten.

### Während des Zweiten Weltkrieges
Gerstner wurde am 1. April 1940 Mitarbeiter der Rundfunkabteilung und übersetzte Propagandatexte aus dem Deutschen ins Französische. Gerstner tat das nach eigener Angabe nicht als Beamter, sondern als „Wissenschaftlicher Hilfsarbeiter“, so wurden alle nichtbeamteten Mitarbeiter des Auswärtigen Höheren Dienstes bezeichnet. Die Abteilung Rundfunk des Auswärtigen Amtes, die nach dem Willen von Außenminister Joachim von Ribbentrop Propaganda im Ausland betreiben sollte, war in Streitigkeiten mit dem Propagandaministerium (RMVP) verwickelt, das sich ebenfalls für diese Aufgabe verantwortlich fühlte. Als der Abteilungsleiter Gerhard Rühle kurz nach Gerstners Dienstantritt eine Person suchte, die sich möglicherweise im Streit mit dem RMVP durchsetzen könnte, empfahl Gerstner seinen Repetitor Kurt Georg Kiesinger, der schon am 5. April zu einem Vorstellungsgespräch eingeladen und angenommen wurde. Er wurde als kriegsdienstverpflichteter Wissenschaftlicher Hilfsarbeiter eingestellt und dafür auch vom Wehrdienst freigestellt. Damit entging Kiesinger dem Kriegseinsatz, denn er hatte schon einen Einberufungsbefehl erhalten.
Nach der Niederlage Frankreichs wurde Gerstner von dem neuen deutschen Botschafter Otto Abetz für die Wirtschaftsabteilung der Botschaft in Paris angefordert und war dort vom 30. Juni 1940 bis Ende Mai 1944 Wissenschaftlicher Hilfsarbeiter. Gerstner selbst bezeichnete dies als Fortsetzung seiner bisherigen beruflichen Tätigkeit. Im Jahr 1943 war er gleichzeitig auch beim deutschen Delegierten für die  Wirtschaftsverhandlungen mit der französischen Regierung Hans Richard Hemmen eingesetzt. In dieser Zeit unterstützte Gerstner die Résistance durch Nachrichtenübermittlung und Ausstellung von Passierscheinen in die unbesetzte Zone Frankreichs, insbesondere für jüdische Familien.  Von Herbst 1944 bis zum Mai 1945 war Gerstner offiziell Mitarbeiter des Auswärtigen Amtes in Berlin, das aber keine Verwendung für ihn hatte. Stattdessen leistete er illegale politische Arbeit in sozialistischen Widerstandsgruppen in Berlin-Wilmersdorf.

### Nach 1945 in Berlin und der DDR
Am 2. Mai 1945 wurde Gerstner vom sowjetischen Ortskommandanten zum zweiten Stellvertretenden Bürgermeister von Berlin-Wilmersdorf ernannt. Nachdem Wilmersdorf, das entsprechend den Beschlüssen der Konferenz von Jalta zum britischen Sektor Berlins gehörte, im Juni 1945 von den britischen Streitkräften besetzt worden war, wurde Gerstner am 24. Juli 1945 unter dem Verdacht, ein hoher NS-Beamter in der deutschen Botschaft in Paris gewesen zu sein, von der britischen Militärpolizei verhaftet und der sowjetischen Besatzungsmacht übergeben. Er kam in die NKWD-Untersuchungshaftanstalt in den unterirdischen Tierkadaver-Frischhaltekellern des vormaligen Veterinärmedizinischen Instituts in der Luisenstraße in Berlin-Mitte, von wo aus er am 21. September 1945 in das Speziallager Nr. 3 Hohenschönhausen verlegt wurde. Nach Beibringung zahlreicher eidesstattlicher Erklärungen von Angehörigen der Résistance über die Zusammenarbeit mit ihm wurde Gerstner am 21. Januar 1946 entlassen. Nach Gerstners Darstellung war es ihm gelungen, per Kassiber einen Kontakt mit seiner Frau herzustellen. Die Beschaffung dieses von ihm erbetenen Materials aus Frankreich habe ein halbes Jahr in Anspruch genommen. Die sowjetischen Ermittler hätten das Entlastungsmaterial aus den Händen seiner Frau erhalten, die von einem Wachposten angeschossen worden und dann in das sowjetische Sperrgebiet in Hohenschönhausen eingedrungen sei. In seinen Lebenserinnerungen resümierte Gerstner: „Ich verdanke ihr mein Leben“.
Tatsächlich war Gerstner von sowjetischen „Organen“ als Agent angeworben worden. Unmittelbar nach seiner Entlassung aus Hohenschönhausen stellte Gerstner einen Aufnahmeantrag bei der wiedergegründeten KPD. Die Partei lehnte den Antrag wegen seiner NSDAP-Mitgliedschaft, der Tätigkeit für die deutsche Botschaft in Paris und der Inhaftierung in Hohenschönhausen ab. Schon im Juli 1946 gestatteten die Besatzungsmächte Gerstner eine Wiedersehensreise nach Frankreich. Seine 1946 erfolgte Einstellung in die von der SMAD aufgebaute Deutsche Zentralverwaltung für Interzonen- und Außenhandel versuchte die Personalpolitische Abteilung (PPA) der SED zu verhindern. Die PPA hatte starke Zweifel an Gerstners Behauptung, er sei 1933 im kommunistischen Auftrag Mitglied der NSDAP geworden, und spekulierte über eine „Anbindung“ an die sowjetische Staatssicherheit. Gerstner selbst fand im amerikanischen Sektor Anschluss an Diskussionskreise um Iwan Katz und Hans Oliva-Hagen und war mit Wolfgang Leonhard befreundet. In Wilmersdorf baute Gerstner einen Diskussionszirkel auf, zu dessen Teilnehmern Rainer Hildebrandt, Günter Neumann und Fritz Teppich gehörten.
Von 1948 bis Mai 1989 war Gerstner Wirtschaftsjournalist und ab 1973 „Chefreporter“ der Berliner Zeitung, die ab 1953 das SED-Organ für Berlin war. Auf Wunsch der Redaktion zog er 1949 nach Ost-Berlin, ab März 1953 lebte Gerstner in Kleinmachnow. Erst nach seinem zehnten Antrag nahm ihn die SED im Jahr 1957 auf. Von 1955 bis 1988 war er wöchentlicher Kommentator einer sonntäglichen Wirtschaftsbetrachtung im Sender Radio DDR I, die er stets mit den Worten „sachlich, kritisch und optimistisch wie immer“ schloss. An der Fernsehsendung Prisma war er von 1965 bis 1978 mit Wirtschaftsbetrachtungen, der Darstellung politischer Zusammenhänge sowie mancher Kritik an Verhältnissen in der DDR beteiligt. Mehrmals wurde er vom Publikum als ein Fernsehliebling gewählt. Gerstner galt in der DDR als Institution und informierte mit seinen Wirtschaftsbeiträgen in Zeitungen sowie in Rundfunk und Fernsehen ein großes Publikum. Gerstner trat im Mai 1989 in den Ruhestand und veröffentlichte 1999 seine Autobiografie Sachlich, kritisch, optimistisch.

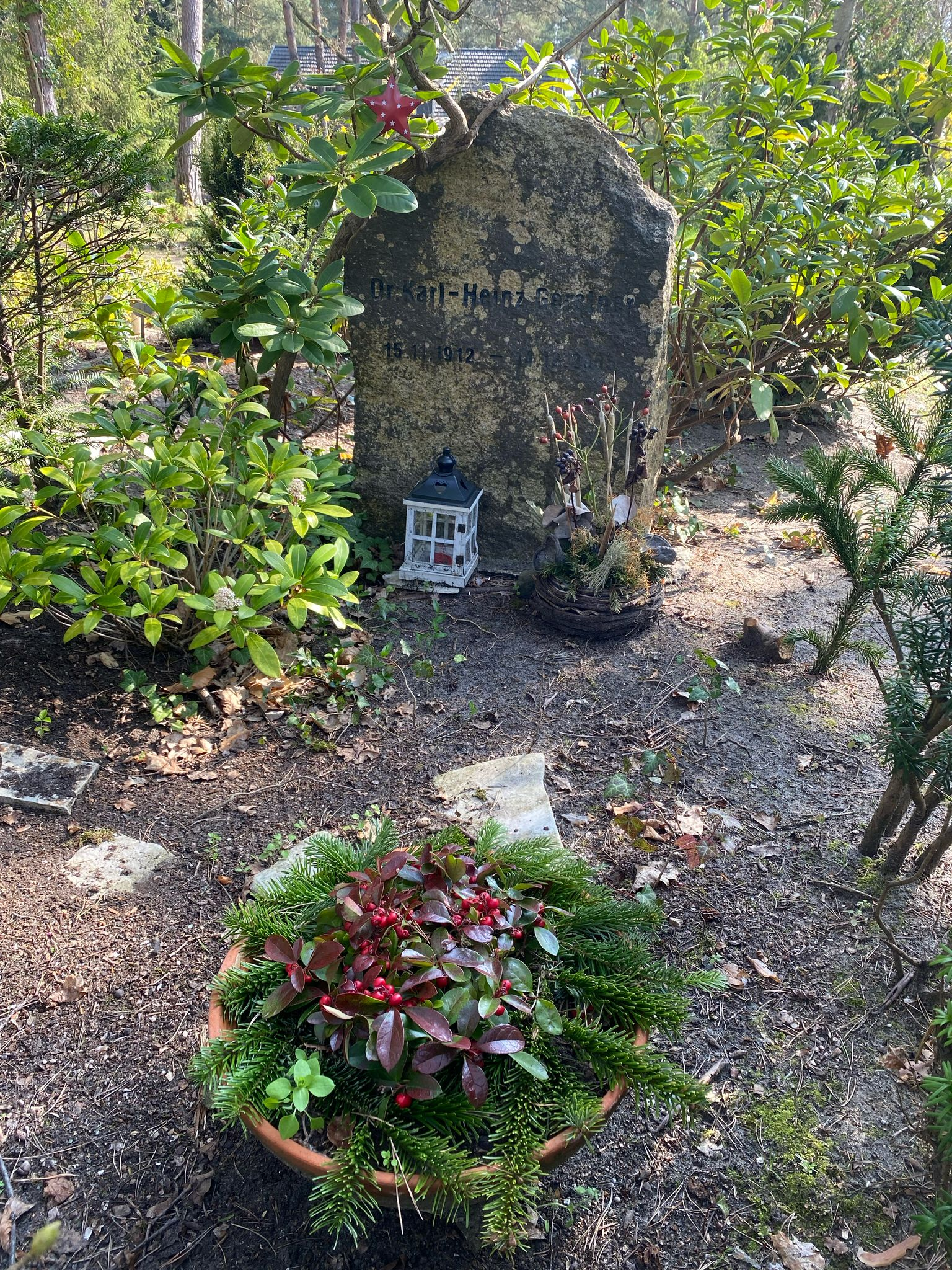
Grabstätte auf dem Waldfriedhof Kleinmachnow

Seit 1975 war Gerstner für das MfS als Inoffizieller Mitarbeiter unter dem Decknamen Ritter tätig. Laut Götz Aly sind Tausende von Seiten von Spitzelberichten im Archiv des Bundesbeauftragten für die Stasi-Unterlagen enthalten. Gerstner bekam ein Zusatzgehalt von 2000 Mark dafür. Beispielsweise berichtet der Schauspieler Manfred Krug in seiner Autobiographie, wie Gerstner ihn nach der Ausbürgerung von Wolf Biermann aushorchen wollte. Das ereignete sich, als Gerstner ihn im April 1977 aufsuchte, kurz nachdem er einen Ausreiseantrag aus der DDR gestellt hatte. In diesem Gespräch warf Krug Gerstner sogar vor, für das MfS zu arbeiten. Im erhaltenen Bericht des IM Ritter alias Gerstner ist dazu angegeben, dass Krug ein Tagebuch führe, Gerstner zunächst für einen MfS-Spitzel gehalten habe, dann aber doch vertrauensvoll mit ihm geredet habe. In seinen Memoiren schreibt Gerstner lediglich, dass er Aussagen ausländischer Diplomaten an die Hauptverwaltung A (HVA) des MfS weitergegeben habe. Im Jahre 1982 wurde Gerstner der Vaterländische Verdienstorden in Gold verliehen und 1987 erhielt er dazu noch die Ehrenspange. In einem Leserbrief an die Berliner Zeitung widersprach Gerstner der Buchbesprechung von Götz Aly: „Aly behauptet, ich hätte im Buch meine Tätigkeit für die Stasi verschwiegen, was falsch ist … Ich war, was beide Seiten wollten und zu nutzen wussten, ein back-channel. DDR-Bürger betreffende Aufträge hatte ich nicht. (Manfred Krug war ein Sonderfall).“
Gerstner heiratete 1945 Sibylle Boden, später Gründerin der DDR-Modezeitschrift Sibylle und ist Vater der Schriftstellerin Daniela Dahn und der Malerin und Schriftstellerin Sonja Gerstner. Er erhielt seine letzte Ruhestätte auf dem Waldfriedhof in Kleinmachnow.

## Schriften
- Sachlich, kritisch und optimistisch. Eine sonntägliche Lebensbetrachtung. Edition Ost, Berlin 1999, ISBN 3-932180-78-X (Zweite, veränderte und erweiterte Auflage 2002; selbe ISBN). Rezension: Gerhard Leo: Sachlich, kritisch, optimistisch. DRAFD, archiviert vom Original (nicht mehr online verfügbar) am 31. Dezember 2016; abgerufen am 5. Juni 2010.
- Treugiroverkehr. Ebering, Berlin 1939, DNB 579943275. (Erlangen, Jur. Diss.)